# Bellechassagne
Bellechassagne – miejscowość i gmina we Francji, w regionie Nowa Akwitania, w departamencie Corrèze.
Według danych na rok 1990 gminę zamieszkiwały 72 osoby, a gęstość zaludnienia wynosiła 5 osób/km² (wśród 747 gmin Limousin Bellechassagne plasuje się na 526. miejscu pod względem liczby ludności, natomiast pod względem powierzchni na miejscu 460.).

## Populacja

Populacja Bellechassagne w latach 1962–2008